# Ливен, Шарлотта Карловна
Баронесса, потом графиня (с 1799) и светлейшая княгиня (с 1826) Шарло́тта Ка́рловна [фон] Ли́вен, урождённая Га́угребен (27 июня [8 июля] 1743, Халлисте — 24 февраля [7 марта] 1828, Санкт-Петербург, Зимний дворец) — русская дворянка остзейского происхождения, статс-дама, воспитательница детей императора Павла I; прародительница княжеской ветви рода Ливенов, мать генералов Карла, Ивана и Христофора Ливенов.

## Биография
Жена генерал-майора барона Андрея Романовича (Отто-Генриха Андреаса фон) Ливена (1726—1781). Овдовев в 1781 году и не имея средств, она поселилась в своем имении в Прибалтийском крае, занявшись здесь воспитанием своих детей. В связи с рождением в 1783 году великой княжны Александры Павловны, императрица Екатерина II изъявила желание найти воспитательницу внучки из среды лифляндских дворян. По рекомендации тогдашнего рижского генерал-губернатора графа Юрия Юрьевича (Георга) Броуна эта должность была предложена императрицей баронессе фон Ливен, которая в ноябре 1783 года была принята ко двору.
Несмотря на трудность возложенных на неё обязанностей, благодаря большому уму, твердости характера, неутомимости и недюжинной энергии, баронесса фон Ливен сразу заслужила доверие императрицы, а также расположение великой княгини Марии Фёдоровны, создала себе прочное положение при дворе. Она оказывала большое влияние на воспитание не только дочерей Павла І, но и великих князей — будущего Николая I и Михаила Павловича.
Эмигрантский публицист, знаток царского двора князь П. В. Долгоруков в «Петербургских очерках» отмечал, что в ночь цареубийства в Михайловском замке графиня Ливен не растерялась. С невозмутимым хладнокровием она разбудила своих воспитанников и воспитанниц: великих княжон Марию, Екатерину и Анну, великих князей Николая и Михаила; одела их, велела заложить карету, потребовала военный конвой и под прикрытием конвоя отвезла их в Зимний дворец. С этой минуты Шарлотта Карловна вышла из разряда подданных и стала, можно сказать, членом царского семейства; великие княжны у неё целовали руку, и когда она целовала руку у Марии Федоровны, императрица подавала вид, будто хочет поднести к губам своим руку Шарлотты Карловны, которая, разумеется, спешила отдернуть свою десницу.
За блестящие успехи в деле воспитания великих княжон, прославившихся впоследствии своей образованностью, и за сорокапятилетнюю плодотворную службу при дворе, баронесса Шарлотта Карловна фон Ливен была удостоена многих наград: так, 5 (16) апреля 1794 года — пожалована в статс-дамы, 10 (21) ноября 1796 года — награждена орденом Св. Екатерины I степени; 22 февраля (5 марта)  1799 года именным Высочайшим указом императора Павла I возведена, с нисходящим её потомством, в графское Российской Империи достоинство; в день коронации императора Александра I, 15 (27) сентября 1801 года награждена особым знаком отличия, драгоценным браслетом с портретами императорской четы, а 1 (13) января 1824 года — большим портретом императора с цепью для ношения на шее.
Шарлотте Карловне для проживания были предоставлены покои на втором этаже юго-западного ризалита Зимнего дворца (в экспозиции современного Эрмитажа — северная часть зала № 307, залы № 306, 305, северная часть зала № 304).
В день коронации императора Николая І, 22 августа (3 сентября)  1826 года, именным Высочайшим указом статс-дама графиня Шарлотта Карловна Ливен, с нисходящим её потомством, была возведена в княжеское Российской империи достоинство, с титулом светлости, и стала в русской истории единственной женщиной, заслужившей своими собственными трудами графский и княжеский титулы. Она до такой степени боготворила царскую фамилию, что после событий 14 декабря говорила, что не перенесёт, если бунтовщики будут помилованы.

### Смерть и погребение
Скончалась светлейшая княгиня 24 февраля (7 марта)  1828 года года в Зимнем дворце. В этот день в камер-фурьерском журнале была сделана запись 

 Статс Дама Шарлотта Карловна Ливен, бывшая воспитательница Их Императорских Величеств всех детей Императора Павла Петровича и Императрицы Марии Феодоровны, проживающая в Зимнем дворце, после долговременной от старости уже болезни, сего 24го февраля пополудни 45ть минут 6го часа в почивальной своих комнат скончалась, в присутствии Ее Величества Императрицы Марии Феодоровны, 
 а через несколько дней в периодических изданиях опубликован следующий некролог: 

 Санктпетербургъ. Въ прошедшую Пятницу, 24-го Февраля, скончалась здѣсь, къ общему сожалѣнiю, Двора Ихъ Императорскихъ Величествъ Штатсъ-Дама и ордена Св. Екатерины 1-го класса Кавалерственная Дама Княгиня Шарлотта Карловна Ливенъ, урожденная Графиня Поссе. Необыкновенными качествами ума и сердца, благородствомъ своего характера, праводушiемъ и ревностнымъ исполненiемъ всѣхъ Христiанскихъ добродѣтелей, представляла она въ продолженiе всей жизни своей примѣръ изящиѣйшiй къ подражанiю. Въ теченiе пятидесяти лѣтъ находилась она при Высочайшемъ Дворѣ, и пользовалась уваженiемъ, довѣренностiю и дружбою всѣхъ Августѣйшихъ Особъ Императорскаго Дома. Она достигла лѣтъ маститой старости, но для знавшихъ, почитавшихъ и любившихъ ее, кончина ея была ударомъ жестокимъ, преждевременнымъ.
25 февраля в 11м часу вечера в присутствии императрицы Марии Фёдоровны, по «отправлении» пастором Рейнботом молитвы, тело было положено в обитый чёрным бархатом с серебряным газом гроб и вынесено шестью артиллерийскими унтер-офицерами из почивальной в гостиную комнату апартаментов покойной. В присутствии Государя императора и императрицы Марии Фёдоровны гроб был поставлен на специально устроенный в гостиной катафалк для прощания.
26 февраля гроб с телом покойной был с должным почётом доставлен на траурной колеснице в лютеранскую церковь Святой Анны, что на Кирочной улице.
28 февраля, в полдень, после погребального богослужения, проведённого по обряду лютеранской церкви духовным отцом покойной пастором Фридрихом Тимофеем фон Рейнботом, гроб с телом светлейшей княгини был временно захоронен в склепе церкви в присутствии императора Николая I, императрицы Александры Фёдоровны, императрицы Марии Фёдоровны, двух сыновой покойной — генерала от инфантерии, светлейшего князя Карла Ливена и отставного генерал-лейтенанта, светлейшего князя Ивана Ливена, а также великого князя Михаила Павловича, принца Вильгельма Прусского, принца Фридриха Вюртембергского, герцога Александра Вюртембергского, его дочери принцессы Марии Вюртембергской и сыновей принцев Александра и Эрнста, а также статс-дам, камер-фрейлин, фрейлин, членов Государственного совета, сенаторов, статс-секретарей, всего Двора, военных генералов, генерал- и флигель-адъютантов и прочих знатных особ обоего пола, а также «чужестранных министров» и их супруг, всех облачённых в траур.
Похоронена в Родовой усадьбе Ливенов, Межотне, Лифляндская губерния.

## Личные качества
Рассказывают, что по прибытии из Прибалтики в Царское Село «дородная и величавая на вид» воспитательница стала сетовать придворному знакомцу на трудность возложенных на неё задач и указала на дурной пример, подаваемый двором и образом жизни самой Екатерины. Императрица услышала этот разговор и, выйдя из-за ширмы, заявила: «Вот именно такая женщина, какая мне нужна». Граф Безбородко, говоря о ней, сожалел, «что генеральша Ливен не мужчина: она многих бы удобнее нашлася воспитывать князей молодых». Её же качеств желал граф Семён Романович Воронцов всем генерал-адъютантам Александра I.
В то же время при Александре I Ливен была центром всех интриг; от неё зависела судьба служащих людей. Под видом добродушия и чистосердечия скрывался её ясный ум, способность творить чудеса, когда того требовали её интересы или выгода её друзей. В преклонных годах она стала относиться к царской фамилии, как бабушка, и ничто не могло поколебать её влияния. Дворцовые интриги свили себе гнездо в её комнатах, куда сходились ежедневно придворные, а посланники иностранных государств пользовались этим во время своих посещений, в особенности граф Блом, датский посланник. Она покровительствовала почти исключительно одним лифляндцам и немцам, принявшим русское подданство.

## Галерея

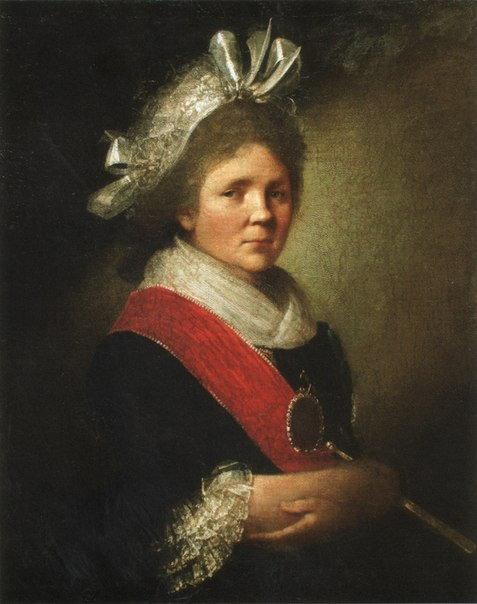
Портрет работы неизвестного художника, 1790-е гг.
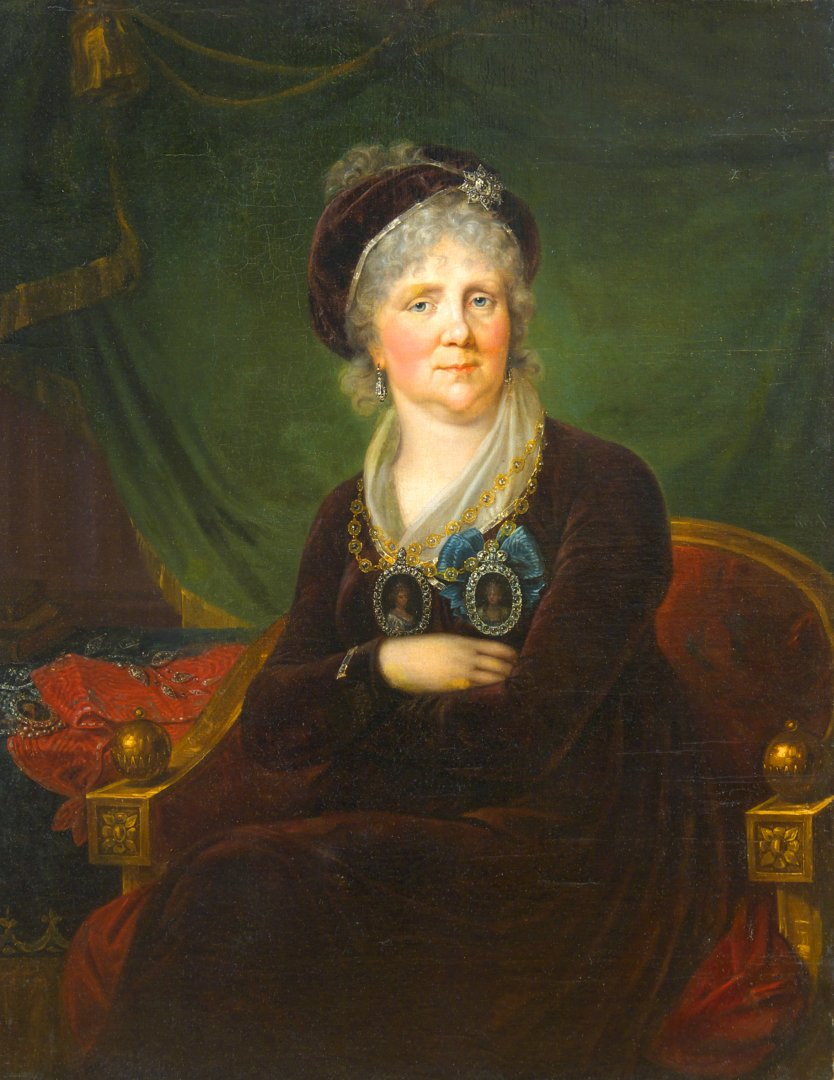
Портрет работы неизвестного художника, конец 18-го в.
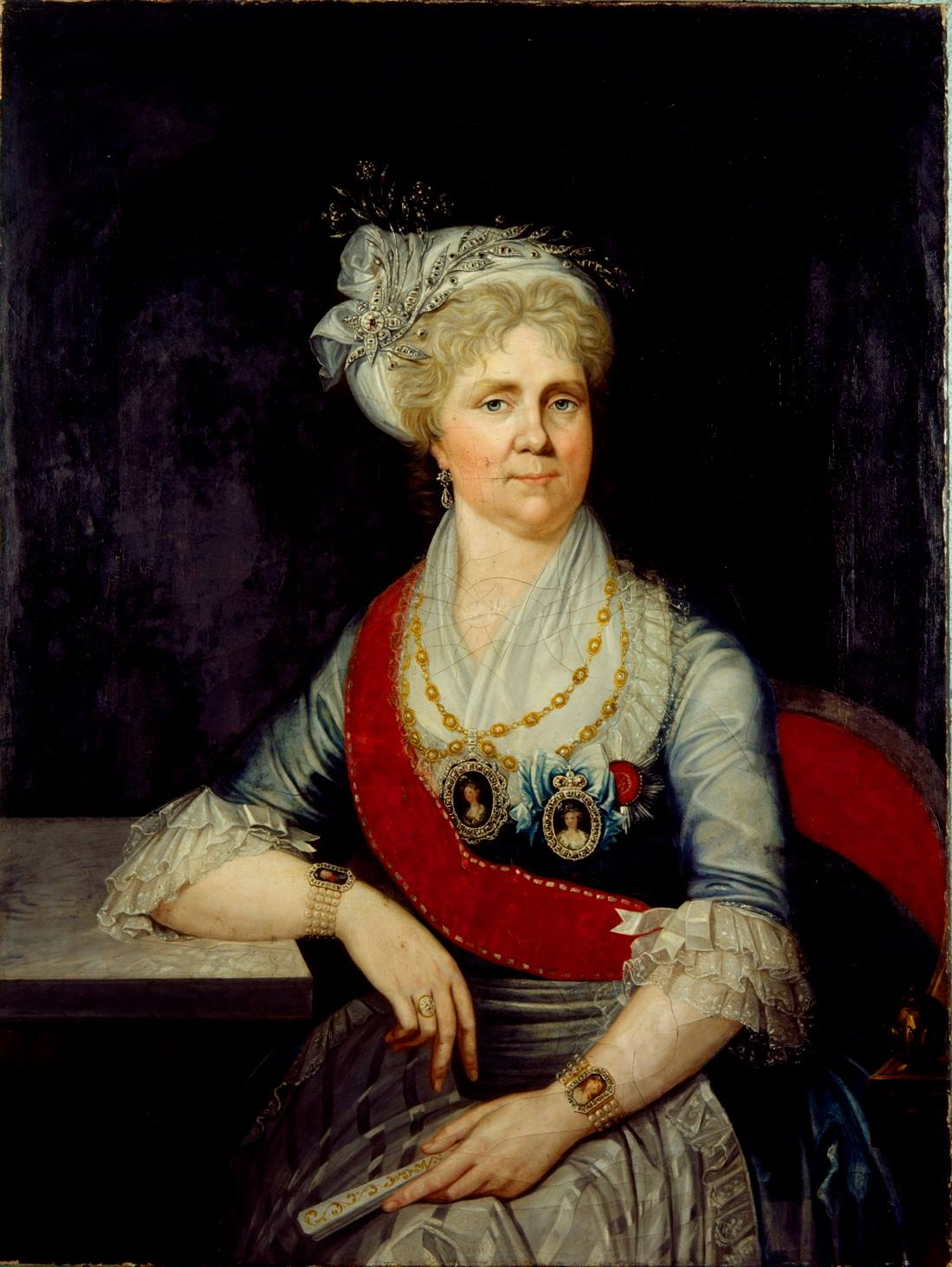
Портрет работы неизвестного художника с оригинала Ф. Г. Кюгельгена, после 1801 г.
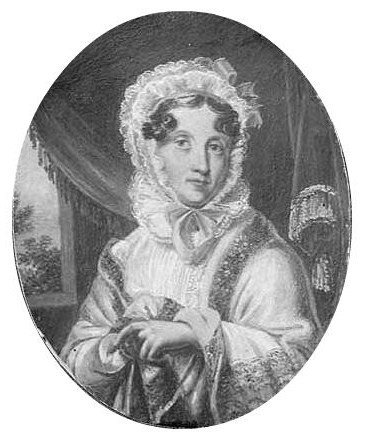
Портрет работы неизвестного художника, 1800-е гг.
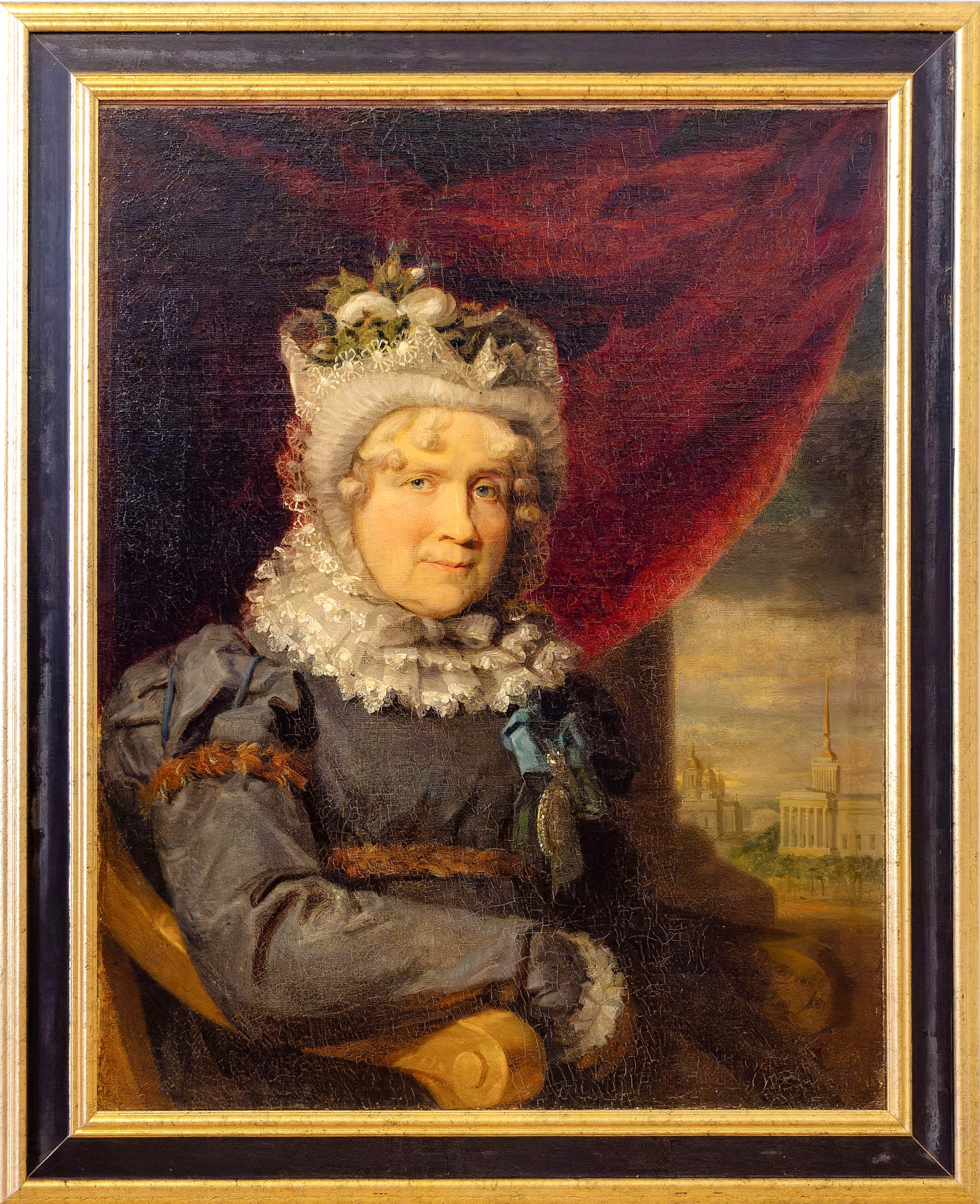
Портрет работы Джорджа Доу, 1821 г.
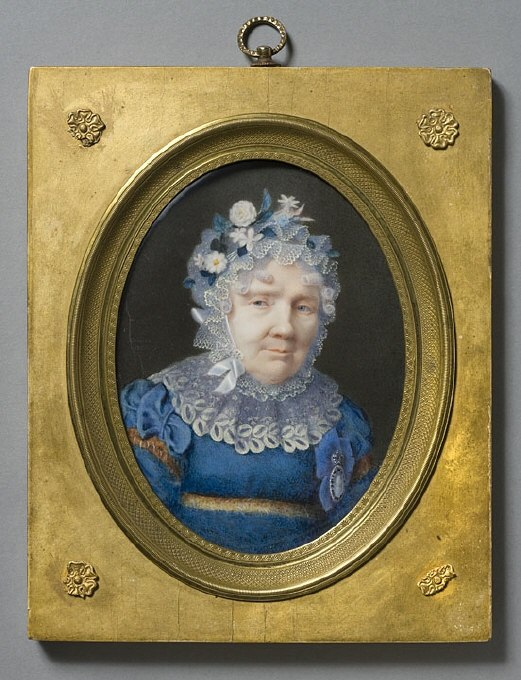
Портрет работы Жана Анри Беннера, после 1821 г.

## Память

### Остров княгини Ливен
Остров насыпан посередине выкопанного в 1806—1807 годах Центрального Розовопавильонного пруда в Павловском парке. Назван в память о воспитательнице детей Павла I.
В 1810 году для сообщения с островом была устроена канатная паромная переправа: установлены деревянные пристани с каменными столбами для натяжения каната, между которыми ходил деревянный паром. В 1824 году пристани и тяговые лебёдки заменяют на чугунные, выполненные по проекту К. И. Росси на Александровском чугунолитейном заводе. В послевоенные годы паром не функционировал. 31 мая 2021 года был завершён первый этап реставрации и ремонта пристаней с целью воссоздания исторической канатной паромной переправы.
В 1816 году в честь бракосочетания великой княгини Анны Павловны, шестой дочери Павла I, и принца Оранского, будущего короля Нидерландов Вилема II, на острове по проекту К. И. Росси была сооружена беседка — Храм любви (не сохранился).

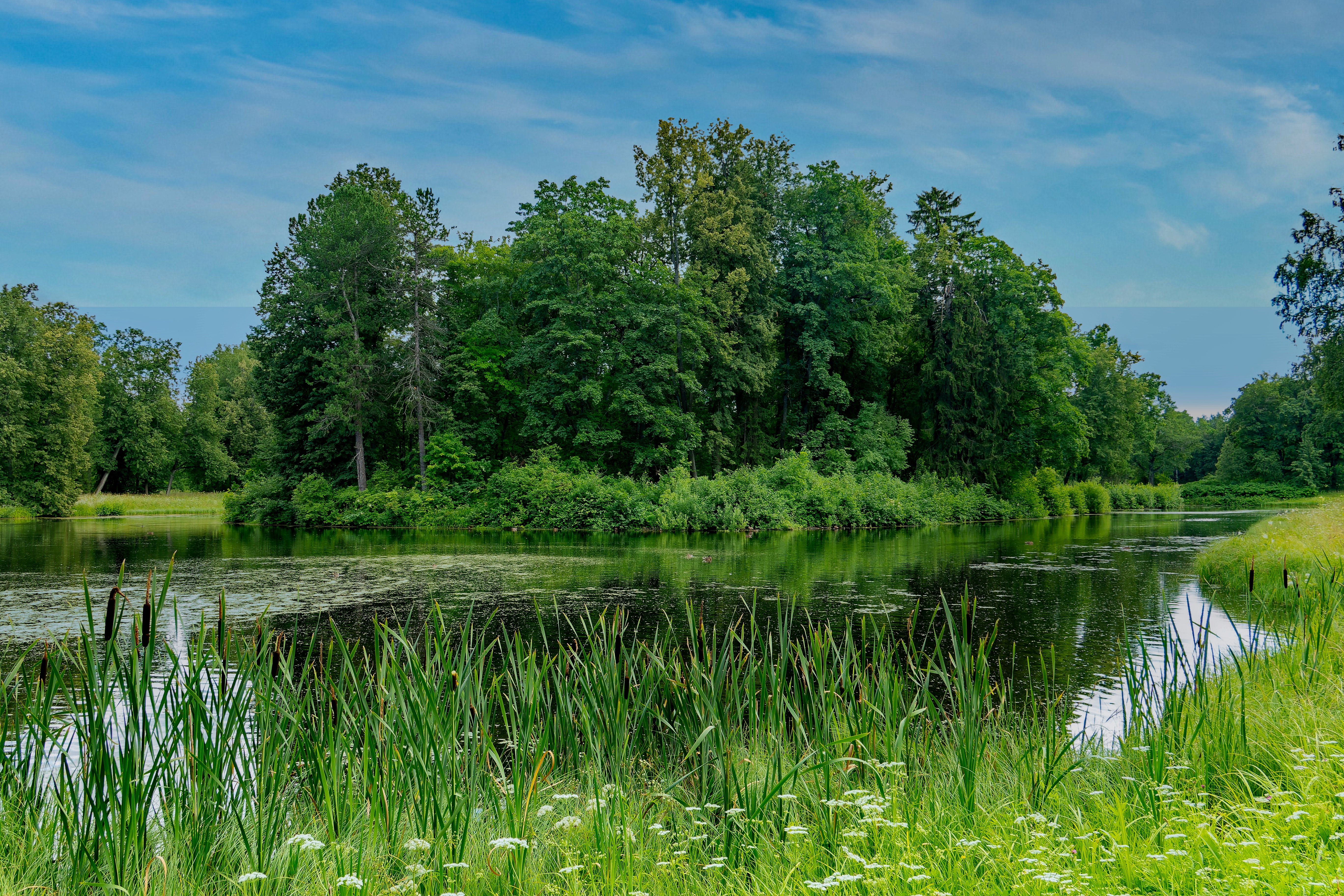
Северная оконечность острова. Фото лето 2022 г.
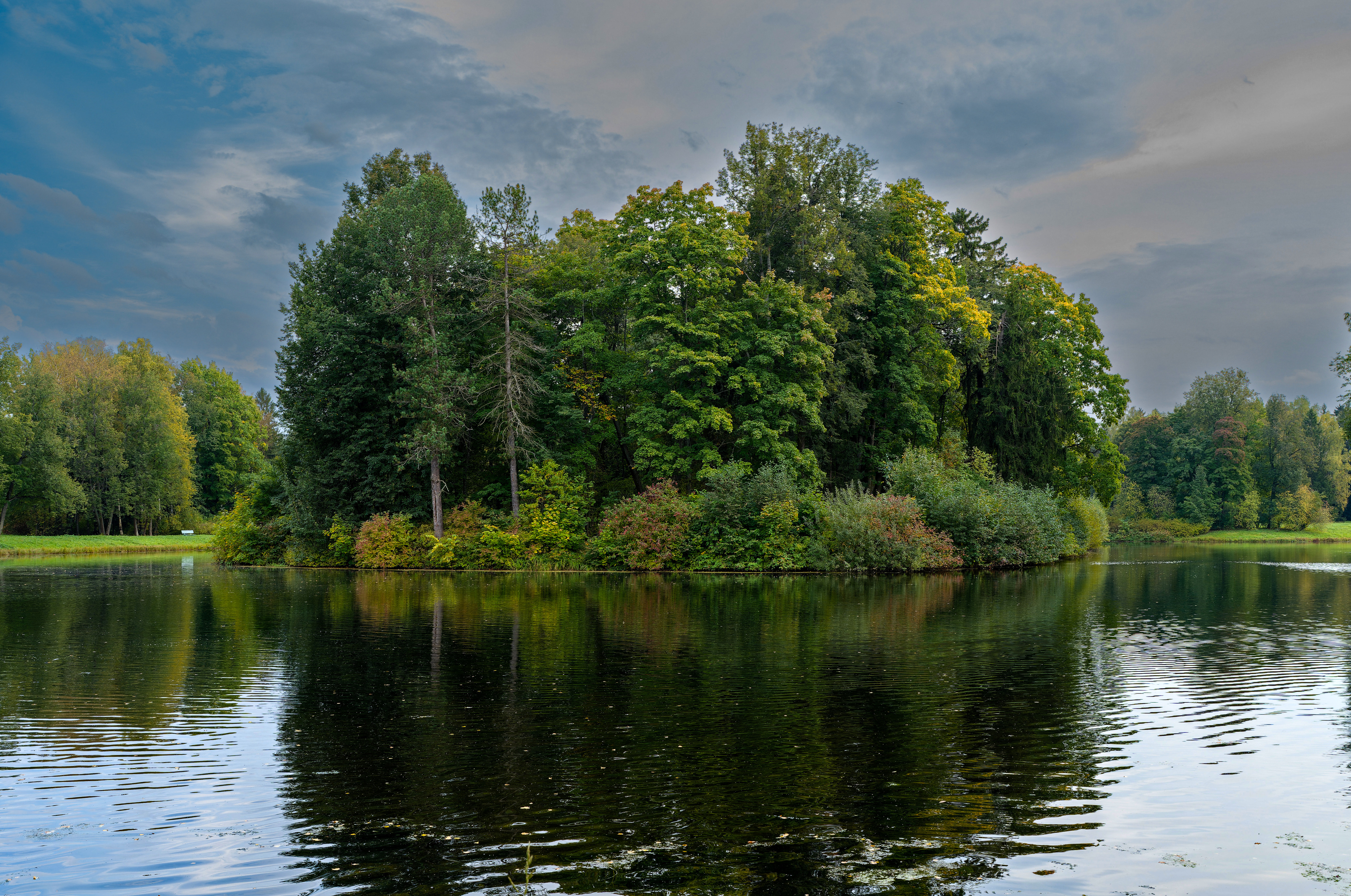
Северная оконечность острова. Фото осень 2024 г.
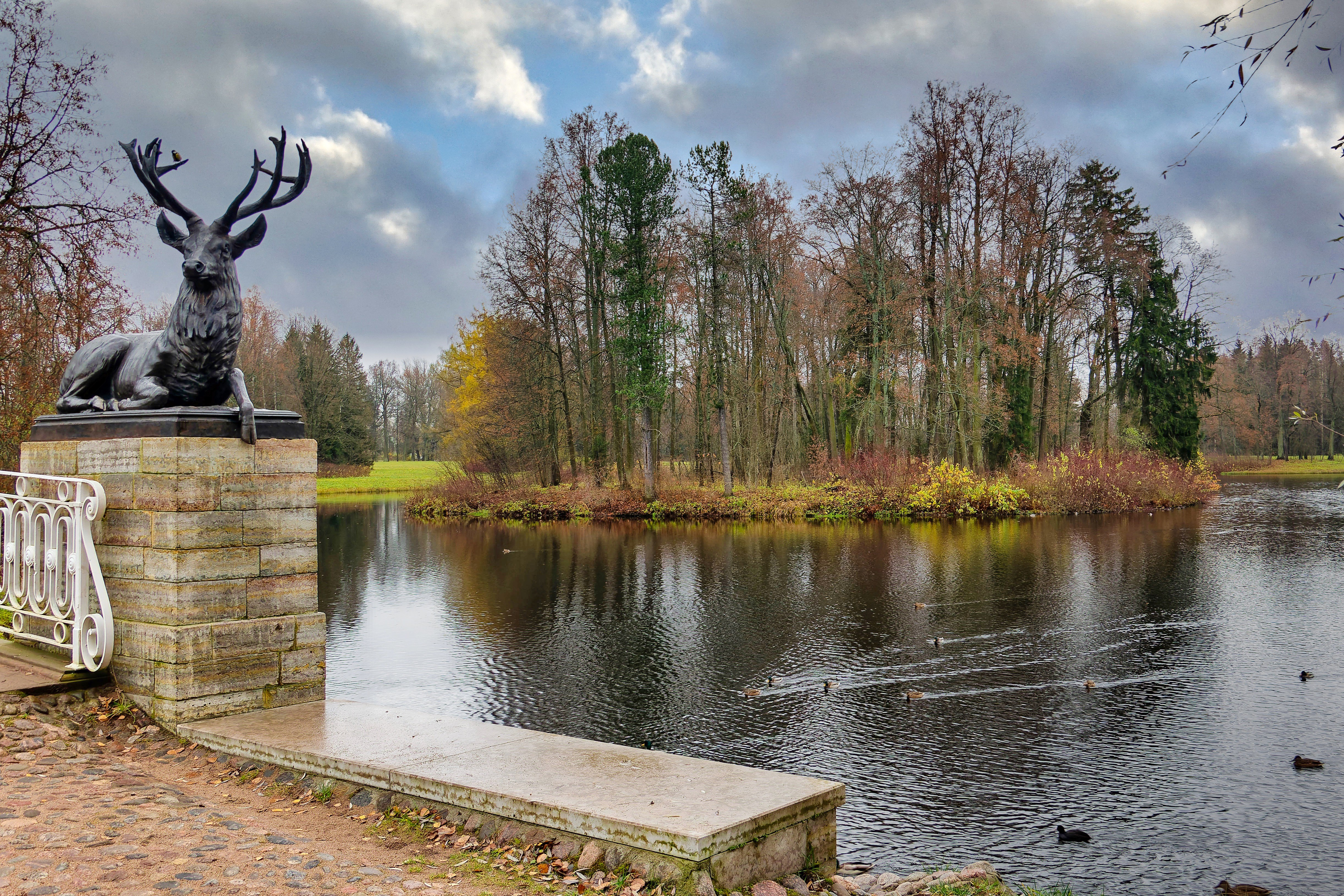
Северная оконечность острова. Фото осень 2022 г.
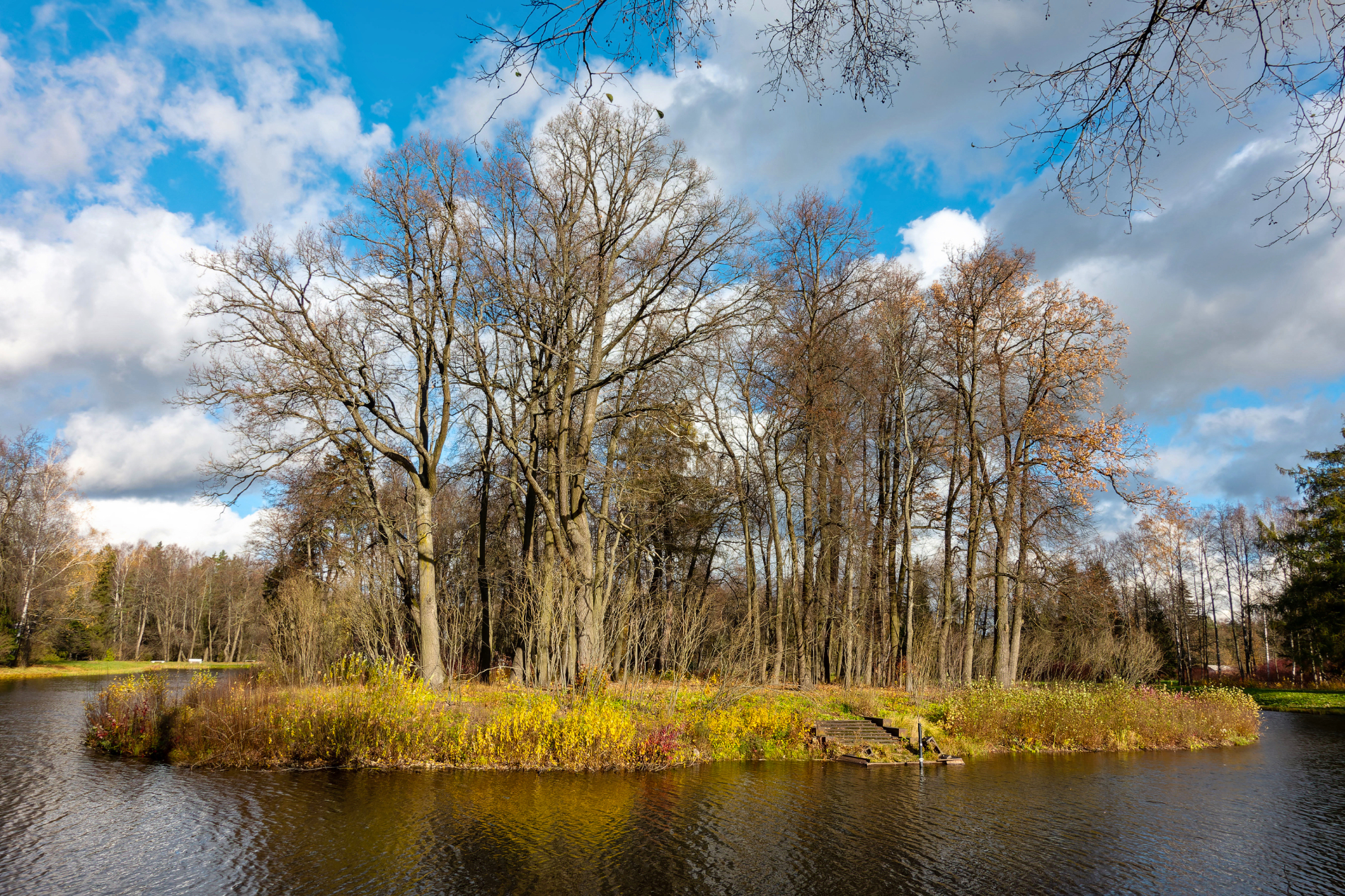
Южная оконечность острова. Фото 2021 г.
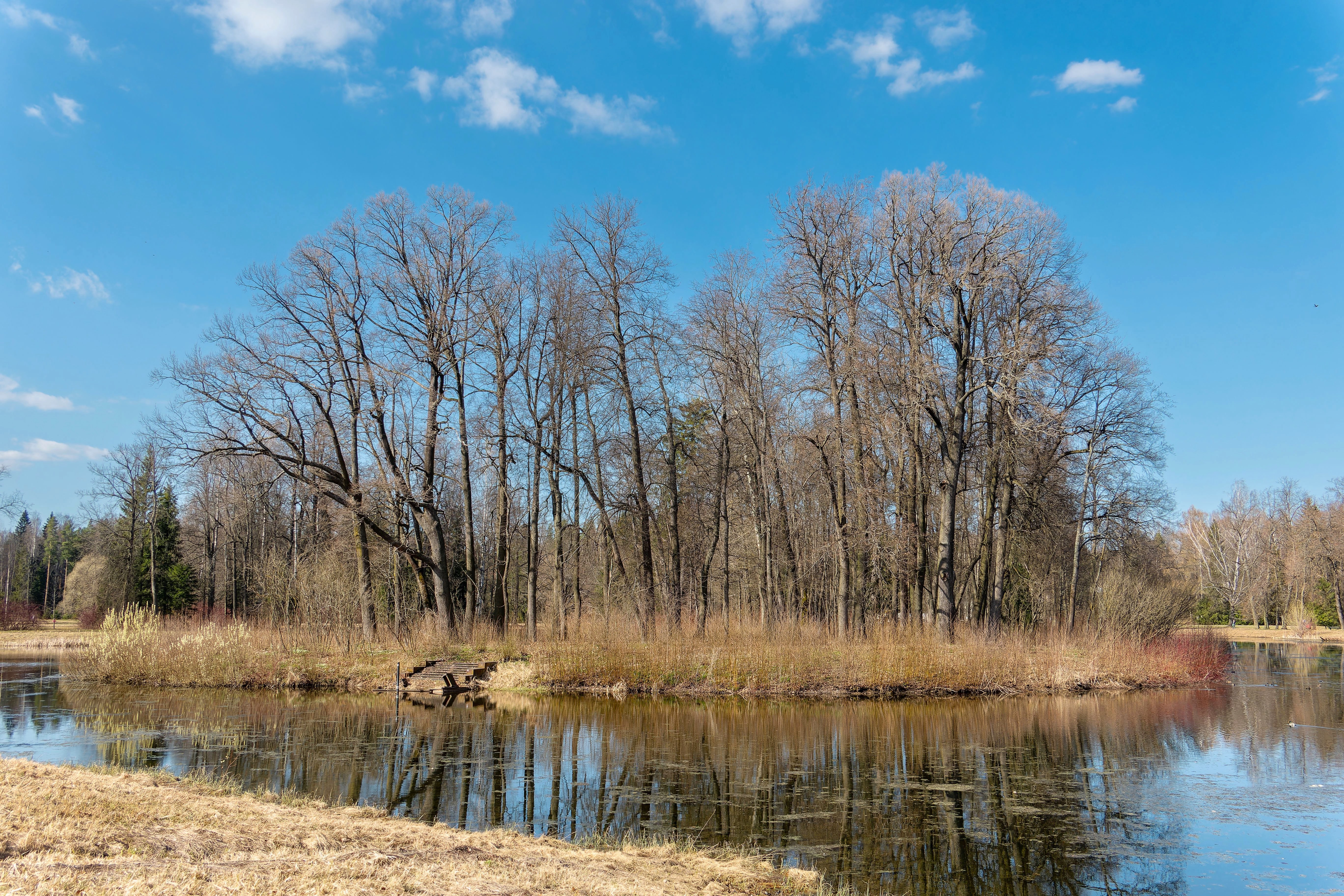
Южная оконечность острова. Фото 2023 г.
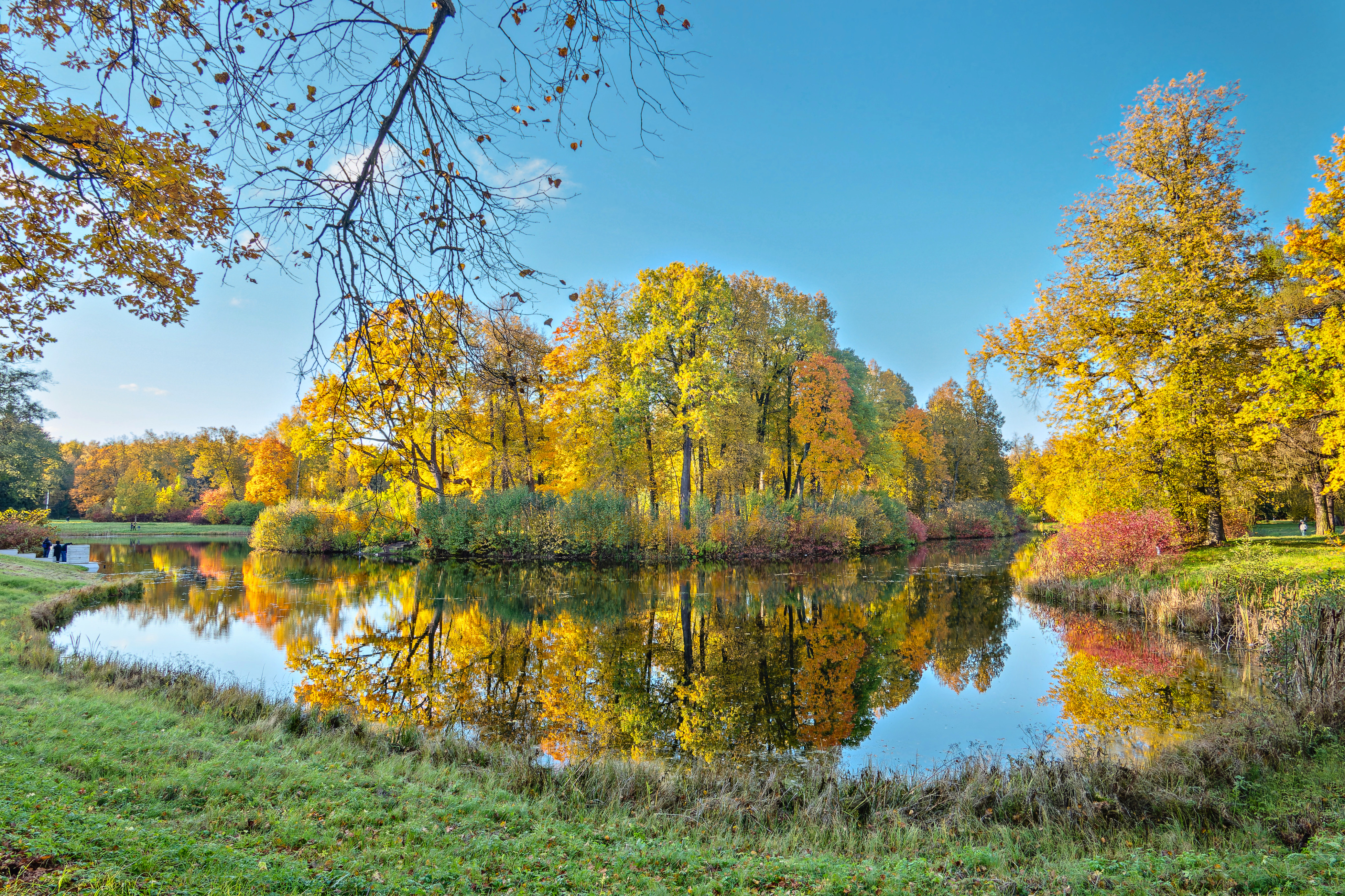
Южная оконечность острова. Фото 2024 г.
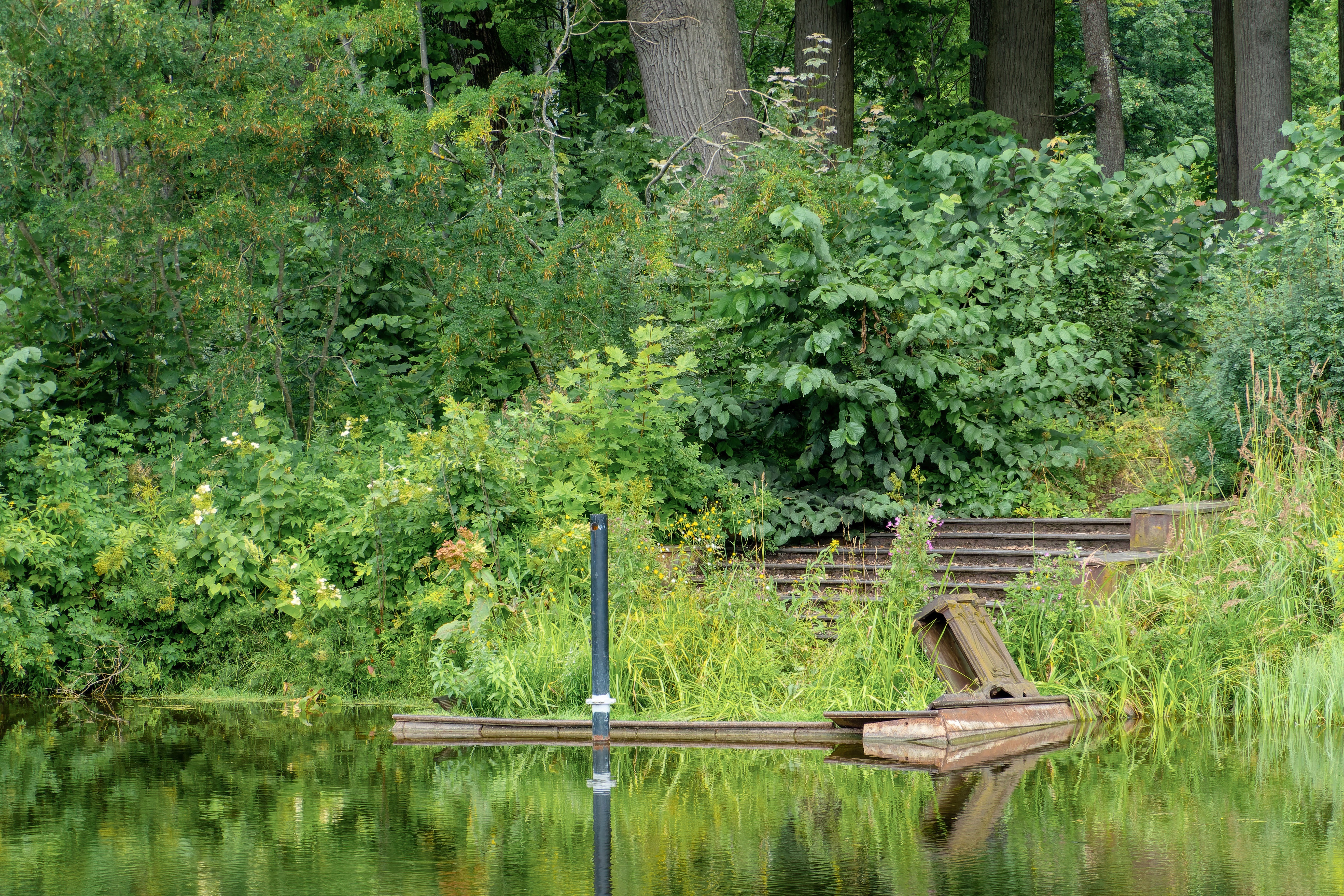
Пристань паромной переправы на острове. Фото 2022 г.
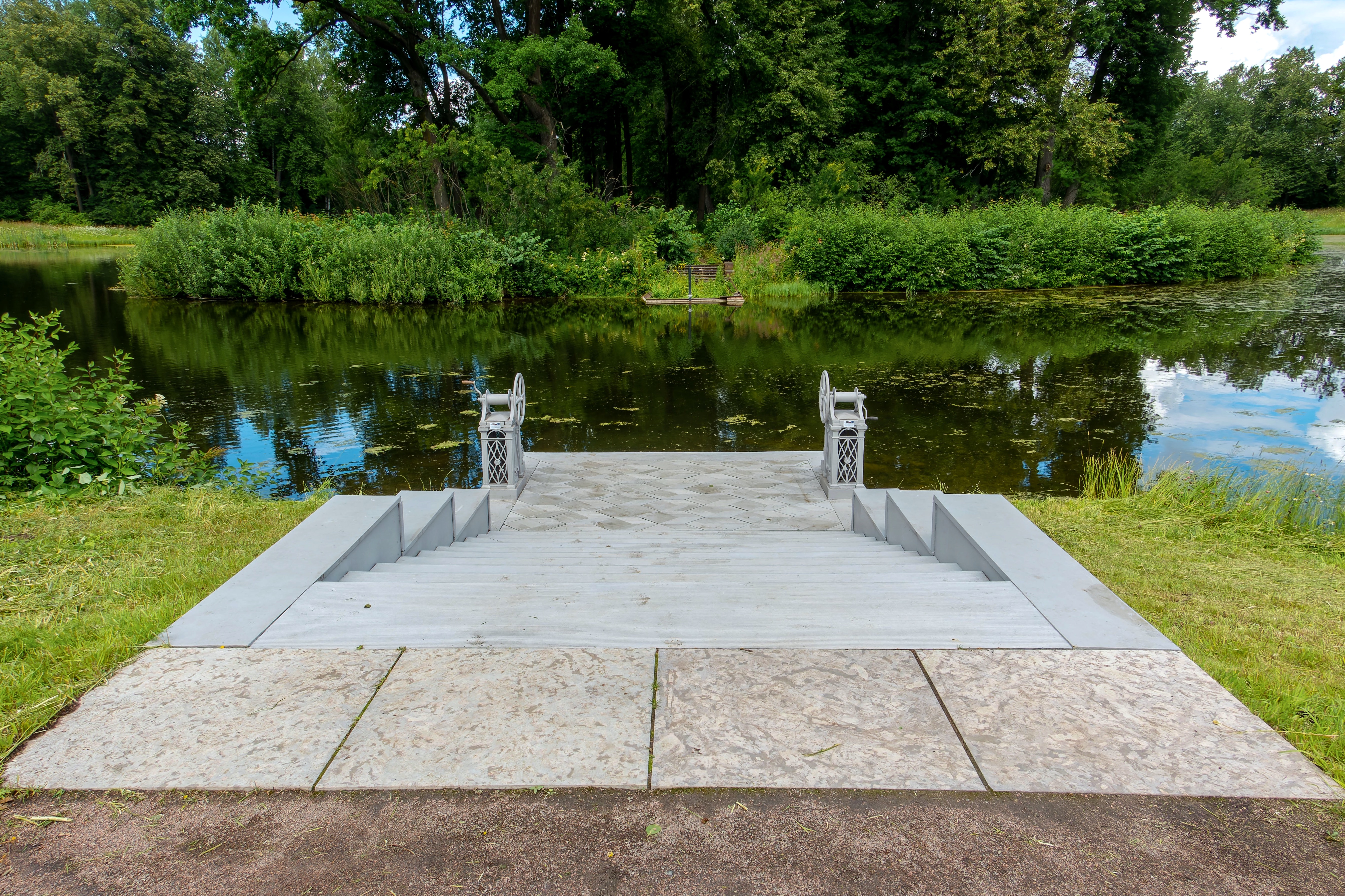
Пристань паромной переправы на материке. Фото 2022 г.

### Колонна княгини Ливен
Колонна установлена в 1840-е годы в Павловском парке на полуострове между Центральным и Средним Розовопавильонными прудами  напротив Константиновского дворца. Перенесена на это место из Мариентальского парка, с левого берега реки Славянки, «от оранжерей, подле которых была дача Вилламова», с верхней круглой площадки Дерновой лестницы «в новом пруде под оранжереями», где была сооружена в 1793 г. каменных дел мастером Планидо Карловичем Висконти (1741—1823) и изображена на картине Иоганна Якоба Меттенлейтера «Гуляние на Мариентальском пруду», 1793 г.
Мариентальский парк не был первоначальным местом установки колонны: колонна, которую тогда завершала статуя Флоры, позже утраченная, изначально была установлена в Павловском парке в районе Левобережье, при въезде в павловскую усадьбу, на поляне, недалеко от современных Чугунных ворот, о чем свидетельствует План Паульлюста 1780 года. Не исключено, что автором колонны является Антонио Ринальди, создавший аналогичные памятники в Царском Селе, в частности, Морейскую колонну.
На новом, третьем по счёту, месте колонну стали называть «Колонна княгини Ливен» в память о воспитательнице детей Павла I .
Круглая колонна с тосканской капителью на квадратном в плане пьедестале, установленном на стилобате, с фрагментом полного антаблемента и постаментом с шаром на пике в завершении.
Стилобат четырёхступенчатый, выложен из плит пудостского камня. Пьедестал с профильными карнизом и базой из розового гранита с мелкозернистой структурой. Фуст колонны круглый в сечении, нижний диаметр 30 см, из чёрно-белого гранита, с базой и капителью из гранита и белого мрамора. База колонны составлена из мраморного плинта в виде квадратной плиты, мраморного торуса и гранитного трохилуса. Капитель колонны образуют гранитный эхин, мраморный импост и мраморная абака. Квадратный в плане фрагмент антаблемента с каждой стороны состоит из простого и гладкого архитрава с регулой, нижняя поверхность которой украшена шестью гуттами, тении, метопно-триглифного фриза и выносного карниза с поясом иоников. На карнизе расположен кубический мраморный постамент с металлическим / медным вызолоченным шаром на пике (утрачен в 1930-е годы). Ограждение выполнено в виде четырёх круглых в сечении гранитных столбиков, установленных по углам стилобата, каждый с металлическим навершием из шишки пинии и четырёх листьев аканта, соединённых металлическими цепями (утрачены).

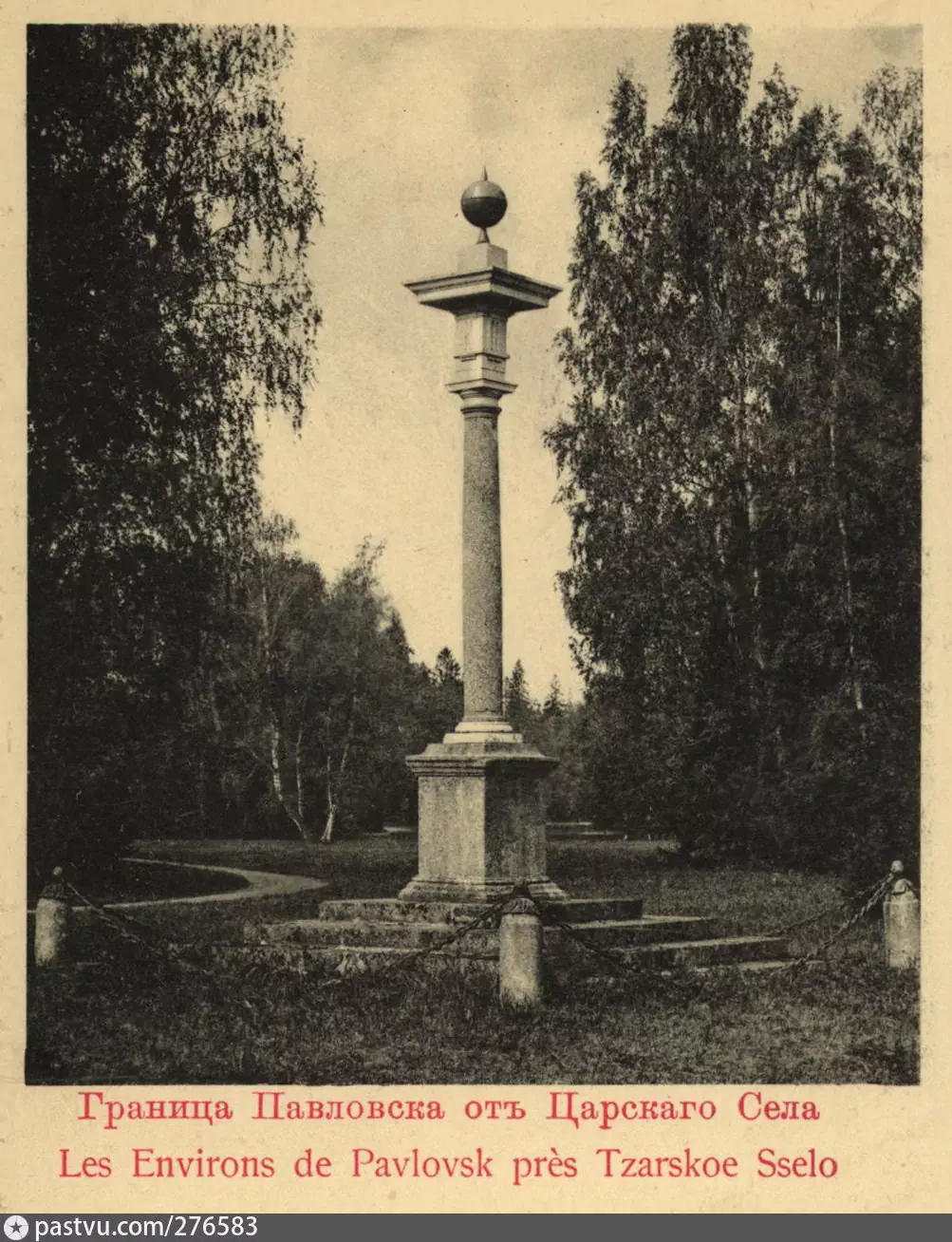
Изображение памятника на почтовой карточке 1890—1903 гг.
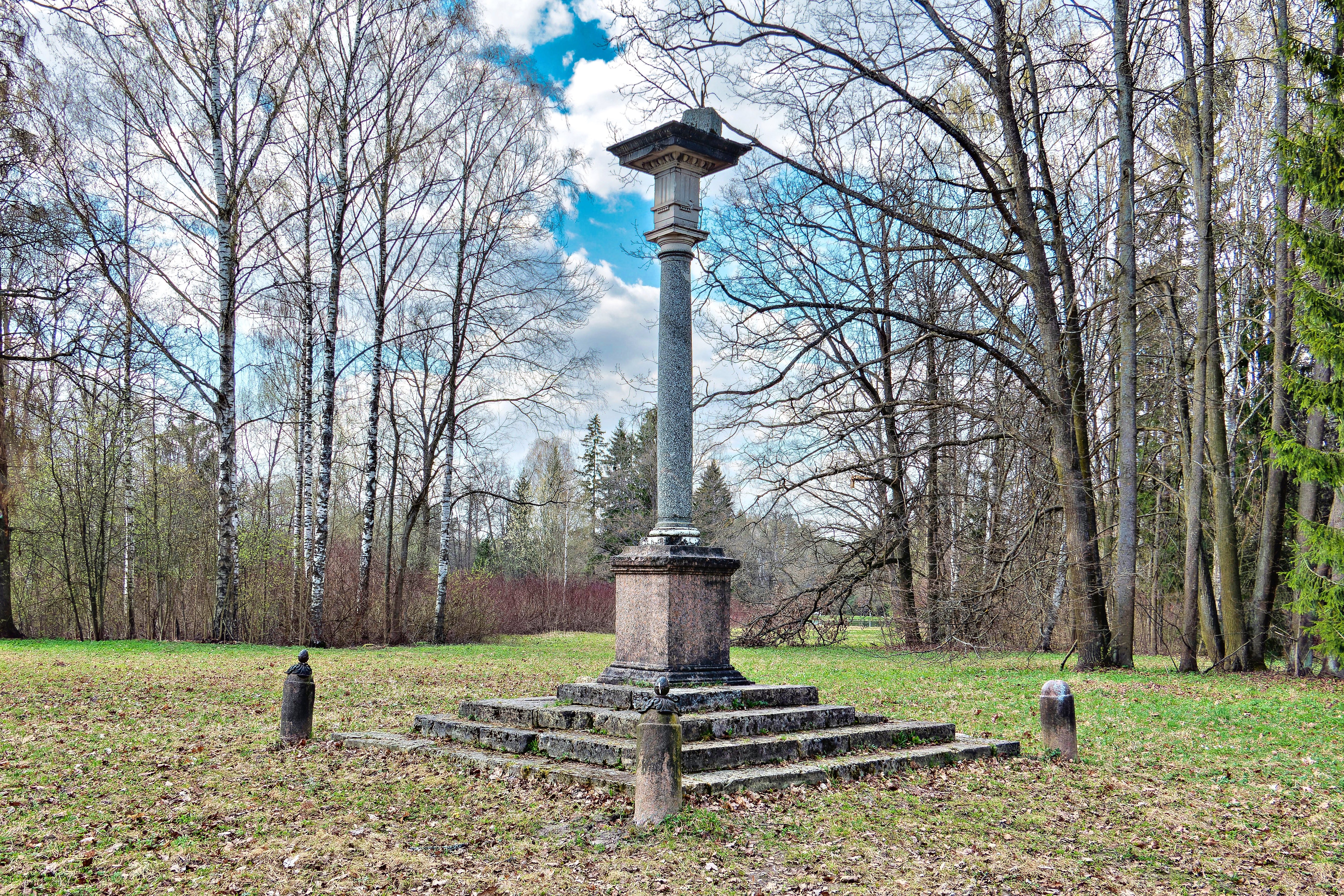
Южная сторона памятника. Фото весна 2023 г.
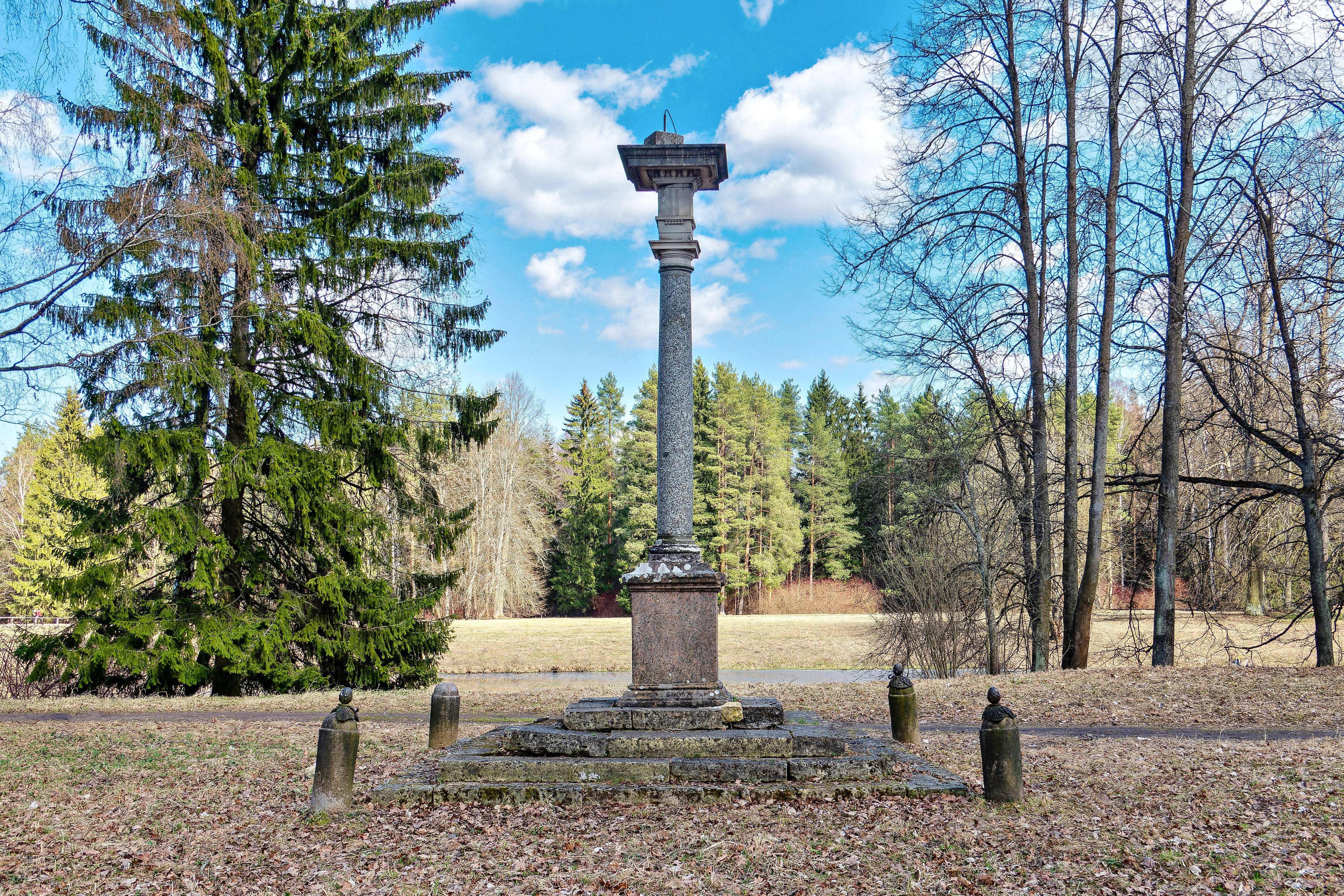
Юго-западная сторона памятника. Фото весна 2023 г.
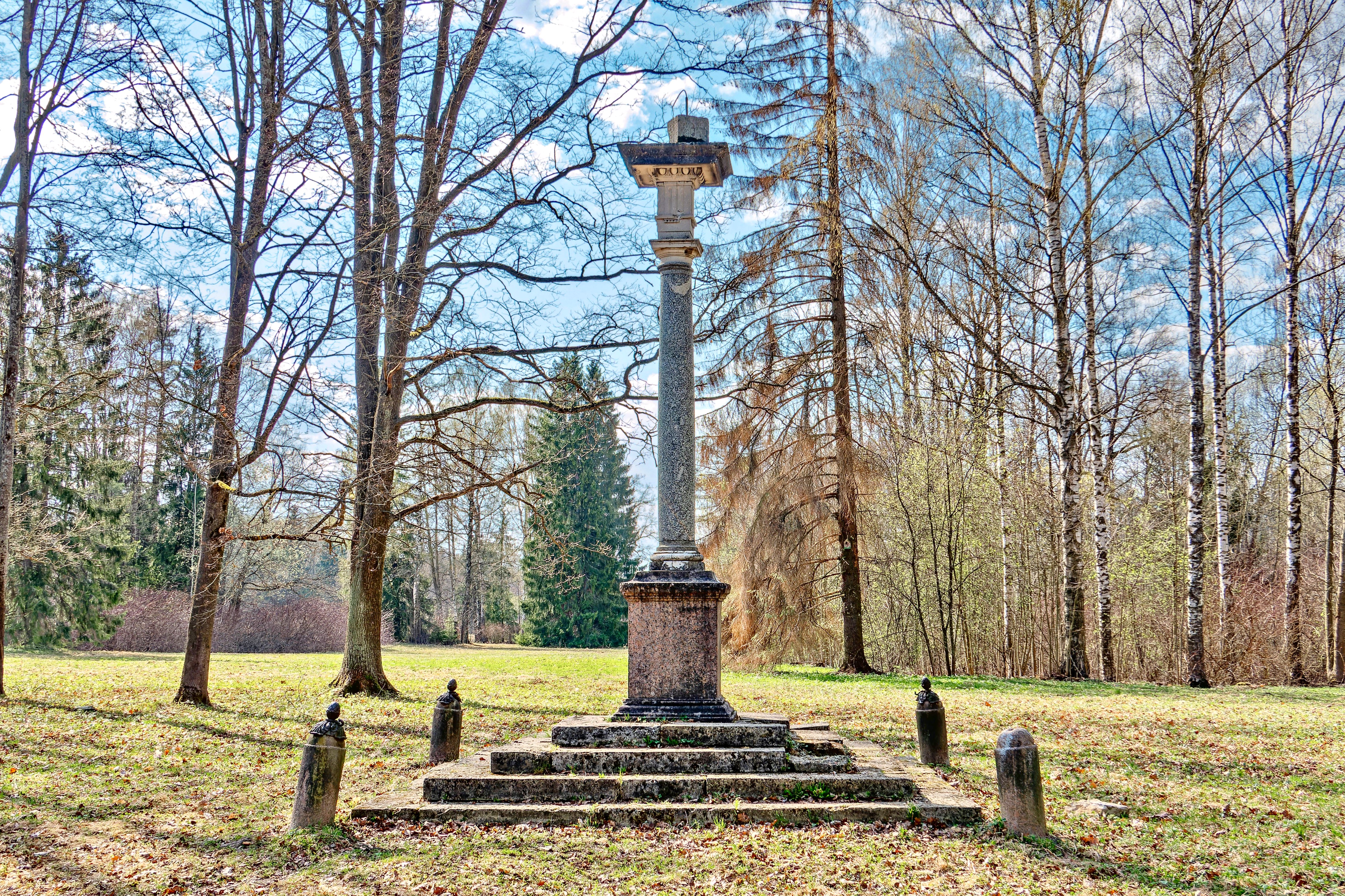
Северо-восточная сторона памятника. Фото весна 2023 г.